# Sejong-si
Sejong este un oraș autonom în centrul Coreei de Sud.
1. ↑  2004 Korean Administrative Capital Relocation Plan[*] Verificați valoarea |titlelink= (ajutor)